# زيارة محمد للطائف
ذهب نبي الإسلام محمد إلى مدينة الطائف عام 619م.

## خلفية
بدأ نبي الإسلام محمد المولود عام 570، عندما كان عمره 40 عامًا بعد أن نزل جبريل في غار حراء، بنشر دينه في مكة، لكن جهوده الدعوية لم تنجح في البداية، فبدأ بمهاجمة معتقدات قريش الذين كانوا في البداية غير مبالين بأنشطته، مما أدى إلى زيادة التوتر بينهم.
وفي عام 619 فقد زوجته خديجة وعمه أبو طالب اللذين توفيا في نفس العام، مما مما زاد من معاناته وحزنه، فذهب إلى الطائف ليحاول البحث عن موطن جديد لدعوته.

## الحدث
وكانت الطائف يومئذٍ على مسافة يومين أو ثلاثة أيام من مكة، وكان مناخ مدينة الطائف ألطف نسبياً من مناخ مكة، وكانت مليئة بالحدائق والبساتين الخصبة، وتقع على سفوح الجبال المرتفعة والأبرد على الطريق إلى اليمن، وكانت هذه التلال تزورها أعيان مكة لقضاء أشهر الصيف، وكان ثلاثة إخوة من بني ثقيف وهم: حبيب ومسعود وعبد ياليل، هم الزعماء والقادة الرئيسيون للمدينة في ذلك الوقت.
وعند وصول النبي محمد، دعاهم إلى التحول إلى دينه الجديد الإسلام وطلب مساعدتهم وحمايتهم فأجابوا:
 "إن كنت نبيًا حقًا، فما حاجتك إلى مساعدتنا؟ وإذا أرسلك الله رسولا فلماذا لا يحميك؟ ولو أراد الله أن يبعث نبياً، ألم يجد خيراً منك، يتيماً ضعيفاً يتيماً؟
وعندما علم بأن جهوده غير مجدية معهم، طلب منهم على الأقل إبقاء الأمر سرًا، خوفًا من أن يؤدي ذلك إلى تفاقم عداوة قريش له، ولكن بدلاً من قبول طلبه، حشدوا أهل الطائف ضده وأخرجوه من المدينة، ورجموه بالحجارة وجرحوا يديه وقدميه.

### دخوله إلى البستان
ثم لجأ محمد إلى بستان خارج المدينة، وكان أصحابها، شيبة وعتبة بن ربيعة من قبيلة بني عبد شمس المكية، في الحديقة في ذلك الوقت وأشفقوا عليه، فأرسلوا عبدهم عداس وهو مسيحي، ليعطيه طبقاً من العنب. قبل محمد الهدية وأكلها وهو يقول" بسم الله ".  وبحسب ما ورد قال عداس إنه لم يسمع هذه الكلمات منذ أن غادر مدينته، ثم سأله محمد من أين هو فأجاب أنه من نينوى. فقال محمد بلد الرجل الصالح يونس إبن متَّى، فسأل عداس من هو وهل يعلم بأمر يونس؟ فقال محمد: هذا أخي، كان نبي الله وأنا نبي الله، وقيل أن عداس قبل رأسه ويديه وقدميه، اندهش عداس؛ كان يعلم أن هذا الرجل يجب أن يكون نبيًا بالفعل، فقبل عداس رأس محمد ويديه وأسلم على الفور.
إذن لم تكن مهمة النبي محمد إلى الطائف غير مثمرة على الإطلاق، فهناك رجل واحد، عداس، اعتنق الإسلام بكل قلبه بعد لقائه وتحدثه معه.

### العودة من الطائف
وفي رحلة عودة محمد إلى مكة، وصل خبر ما حدث في الطائف إلى أهل مكة، فقال أبو جهل أحد زعماء قريش: "إنهم لم يسمحوا له بدخول الطائف، فلن نسمح بدخوله مكة أيضاً»، ثم استراح محمد ليلاً في وادي يسمى نخلة، حيث ورد أنه أسلم نفر من الجن الذين سمعوه يقرأ القرآن.
وعندما اقترب محمد من مكة، وأدرك أنه غير مسموح له بالدخول، طلب من أحد الفرسان المارة أن يرسل رسالة إلى الأخنس بن شريق بن عمرو، وهو أحد أبناء عشيرة أمه بني زهرة، ليحميه حتى يتمكن من دخول مكة، لكن الأخنس رفض بحجة أنه حليف قريش، ثم أرسل محمد رسالة إلى سهيل بن عمرو الذي رفض أيضًا، وفي النهاية أرسل محمد رسالة إلى مطعم بن عدي زعيم بني نوفل، فوافق مطعم، وقام بتسليح نفسه وذهب مع أبنائه وأبناء أخيه لمرافقة محمد إلى مكة، وعندما رآهم أبو جهل، سأل عما إذا كان مطعم قد اعتنق الإسلام أم أنه ببساطة يمنحه الحماية، فأجاب: منحه الحماية بالطبع، فقال أبو جهل: نحن نجير من أمنته.